# گفتمان متافیزیک
گفتمان متافیزیک (به انگلیسی: Discourse on Metaphysics) رساله کوتاهی از گوتفرید ویلهلم لایبنیتس است که در آن او فلسفه‌ای را دربارهٔ جوهر فیزیکی، حرکت و مقاومت اجسام و نقش خدا در جهان شرح می‌دهد. این اثر یکی از معدود متونی است که فلسفه قبلی لایبنیتس را به‌شکلی ثابت ارائه می‌کند.
گفتمان ارتباط نزدیکی با بحث معرفتی دارد که او با آنتوان آرنولد انجام داد. با این حال لایبنیتس از ارسال متن کامل خودداری کرد و تا اواسط قرن نوزدهم منتشر نشد. آرنولد فقط یک نسخه خلاصه‌شده در ۳۷ نکته دریافت کرد و کل پاراگراف‌ها را از سر گرفت و بحث آن‌ها را هدایت کرد.

## خلاصه
ملاحظات متافیزیک از خدا به عالم جوهری و به قلمرو معنوی بازمی‌گردد. اول این‌که نقطه شروع کار، تصور خدا به‌عنوان «یک موجود کامل» است. دوم این‌که خدا خوب است، اما خیر مستقل از خدا وجود دارد (رد نظریه فرمان الهی)، و سوم این‌که خداوند جهان را در یک مد منظم و کامل آفریده‌است.
گفتمان در زمان نگارش خود این ادعای بحث‌برانگیز را مطرح کرد که نظرات فیلسوفان مکتبی را نباید تحقیر کرد. کارهای اولیه در فلسفه مدرن در طول قرن هفدهم بر اساس رد بسیاری از احکام فلسفه قرون وسطی بود. لایب‌نیتس شکست‌های مکتب‌شناسی را صرفاً شکست‌های سخت‌گیری می‌دید. «[اگر] یک ذهن دقیق با مراقبه زحمت بکشد و افکار خود را به شیوه هندسه‌سنج‌های تحلیلی روشن و هدایت کند، گنجینه عظیمی از حقایق مهم را می‌یابد که کاملاً قابل اثبات است.
لایبنیتس ادعا می‌کرد که قدرت مطلق خدا به هیچ‌وجه توسط فکر شر مورد مناقشه قرار نمی‌گیرد، بلکه بیش‌تر تقویت می‌شود. او این دیدگاه را تأیید کرد که خدا بهترین را از بین همه جهان‌های ممکن برگزید. به عبارت دیگر، لایبنیتس معتقد بود که این جهان (یا واقعیت) بهترین چیزی است که ممکن است وجود داشته باشد. با در نظر گرفتن همه حقایق، هیچ دنیای بهتری را نمی‌توان تصور کرد، حتی اگر باور داشته باشیم که می‌توانیم به چیزی کامل‌تر فکر کنیم.